# ديري (نيوهامبشير)
ديري (بالإنجليزية: Derry CDP, New Hampshire)‏ هي منطقة سكنية تقع بولاية نيوهامبشير في الولايات المتحدة. تبلغ مساحتها 40.1 كم2، وترتفع عن سطح البحر 85.34400000000001 م، بلغ عدد سكانها 22,015 نسمة في عام 2010 حسب إحصاء مكتب تعداد الولايات المتحدة وتصل الكثافة السكانية فيها 549 نسمة لكل كيلومتر مربع (1,421.9/ميل2).

## التركيبة السكانية
حدّد مكتب تعداد الولايات المتحدة بيانات التركيبة السكانية لديري في تعداد الولايات المتحدة. في ما يلي، التركيبة السكانية حسب تعدادي 2000 و2010.

### تعداد عام 2000
بلغ عدد سكان ديري 22,661 نسمة بحسب تعداد عام 2000، وبلغ عدد الأسر 8,670 أسرة وعدد العائلات 5,739 عائلة مقيمة في المنطقة السكنية. في حين سجلت الكثافة السكانية 565.1 نسمة لكل كيلومتر مربع (1,463.6/ميل2). وبلغ عدد الوحدات السكنية 8,942 وحدة بمتوسط كثافة قدره 223 لكل كيلومتر مربع (577.6/ميل2).
وتوزع التركيب العرقي للمنطقة السكنية بنسبة 95.58% من البيض و1.05% من الأمريكيين الأفارقة و0.22% من الأمريكيين الأصليين و1.12% من الأمريكيين ذوي الأصول الآسيوية و0.02% من سكان جزر المحيط الهادئ و0.75% من الأعراق الأخرى و1.26% من عرقين مختلطين أو أكثر و2.21% من الهسبانيون أو اللاتينيون من أي عرق.
بلغ عدد الأسر 8,670 أسرة كانت نسبة 41.6% منها لديها أطفال تحت سن الثامنة عشر تعيش معهم، وبلغت نسبة الأزواج القاطنين مع بعضهم البعض 49.7% من أصل المجموع الكلي للأسر، ونسبة 12% من الأسر كان لديها معيلات من الإناث دون وجود شريك، بينما كانت نسبة 4.4% من الأسر لديها معيلون من الذكور دون وجود شريكة وكانت نسبة 33.8% من غير العائلات. تألفت نسبة 26% من أصل جميع الأسر من عدة أفراد يعيشون في نفس المنزل ونسبة 6.1% كانت تتألف من شخص يعيش بمفرده يبلغ من العمر 65 عاماً أو أكثر. وبلغ متوسط حجم الأسرة المعيشية 2.59، أما متوسط حجم العائلات فبلغ 3.18.
بلغ العمر الوسطي للسكان 33.1 عاماً. وكانت نسبة 29% من القاطنين تحت سن الثامنة عشر، وكانت نسبة 8.1% بين الثامنة عشر والرابعة والعشرين عاماً، ونسبة 35.8% كانت واقعةً في الفئة العمرية ما بين الخامسة والعشرين والرابعة والأربعين عاماً، ونسبة 19.9% كانت ما بين الخامسة والأربعين والرابعة والستين، ونسبة 6.4% كانت ضمن فئة الخامسة والستين عاماً فما فوق. يوجد لكل 100 أنثى 98.5 ذكر، ويوجد لكل 100 أنثى في الثامنة عشر من عمرها فما فوق 96.1 ذكر.
بلغ متوسط دخل الأسرة في المنطقة السكنية 49,792 دولارًا، أما متوسط دخل العائلة فبلغ 56,332 دولارًا. وكان متوسط دخل الذكور 40,185 دولارًا مقابل 28,580 دولارًا للإناث. وسجل دخل الفرد الخاص بالمنطقة السكنية 21,938 دولارًا. وكانت نسبة 4.3% من العائلات ونسبة 6% من السكان تحت خط الفقر، وكان من هؤلاء نسبة 7.5% تحت سن الثامنة عشر ونسبة 7.6% في الخامسة والستين من العمر وما فوق.

### تعداد عام 2010
بلغ عدد سكان ديري 22,015 نسمة بحسب تعداد عام 2010، وبلغ عدد الأسر 8,806 أسرة وعدد العائلات 5,704 عائلة مقيمة في المنطقة السكنية. في حين سجلت الكثافة السكانية 549 نسمة لكل كيلومتر مربع (1,421.9/ميل2). وبلغ عدد الوحدات السكنية 9,339 وحدة بمتوسط كثافة قدره 232.9 لكل كيلومتر مربع (603.2/ميل2).
وتوزع التركيب العرقي للمنطقة السكنية بنسبة 94.19% من البيض و0.98% من الأمريكيين الأفارقة و0.25% من الأمريكيين الأصليين و1.64% من الأمريكيين ذوي الأصول الآسيوية و0.05% من سكان جزر المحيط الهادئ و1.10% من الأعراق الأخرى و1.79% من عرقين مختلطين أو أكثر و3.60% من الهسبانيون أو اللاتينيون من أي عرق.
بلغ عدد الأسر 8,806 أسرة كانت نسبة 35.4% منها لديها أطفال تحت سن الثامنة عشر تعيش معهم، وبلغت نسبة الأزواج القاطنين مع بعضهم البعض 45.6% من أصل المجموع الكلي للأسر، ونسبة 13.5% من الأسر كان لديها معيلات من الإناث دون وجود شريك، بينما كانت نسبة 5.6% من الأسر لديها معيلون من الذكور دون وجود شريكة وكانت نسبة 35.2% من غير العائلات. تألفت نسبة 27.3% من أصل جميع الأسر من عدة أفراد يعيشون في نفس المنزل ونسبة 7.6% كانت تتألف من شخص يعيش بمفرده يبلغ من العمر 65 عاماً أو أكثر. وبلغ متوسط حجم الأسرة المعيشية 2.48، أما متوسط حجم العائلات فبلغ 3.03.
بلغ العمر الوسطي للسكان 37.5 عاماً. وكانت نسبة 23.6% من القاطنين تحت سن الثامنة عشر، وكانت نسبة 9.8% بين الثامنة عشر والرابعة والعشرين عاماً، ونسبة 28.1% كانت واقعةً في الفئة العمرية ما بين الخامسة والعشرين والرابعة والأربعين عاماً، ونسبة 28.9% كانت ما بين الخامسة والأربعين والرابعة والستين، ونسبة 9.6% كانت ضمن فئة الخامسة والستين عاماً فما فوق. وتوزع التركيب الجنسي للسكان بنسبة 49.7% ذكور و50.3% إناث.